# Sentinel Rock
Sentinel Rock is een 500 meter hoge granieten bergpiek in het Yosemite National Park, die in de Amerikaanse staat Californië ligt. Sentinel Rock torent uit boven Yosemite Valley, tegenover Yosemite Falls. Sentinel Rock ligt 1,1 km ten noordwesten van de Sentinel Dome.

## Beklimming
De bekendste klimroute is de Steck-Salathé op de noordwand (500 m, 5.9/5.10), beklommen door Allen Steck en John Salathé op 30 juni of 4 juli 1950, en beroemd om zijn rotsscheuren en "schoorstenen". Ze klommen meestal vrij met af en toe klimhaken op sommige plaatsen, en een blinde muur halverwege vereiste een bolt ladder, een reeks klimhaken over een afstand van zo'n tien meter. Het was de langste en moeilijkste route in Yosemite in 1950. De route werd in de jaren '50 meerdere keren herhaald met steeds minder hulpmiddelen. In 1959 deden Royal Robbins en Tom Frost de volledige beklimming in vrije klim, behalve het stuk met de "ladder", wat de meest inspannende lange vrije klim in Amerika opleverde. In 1970 ontdekten Steve Wunsch en Jim Erickson een scheur ter grootte van een hand aan de linkerkant van de "ladder", waardoor de muur volledig vrij kon worden beklommen. In 1973 maakte Henry Barber de eerste vrije solo-beklimming, op zicht, in recordtijd, 2 uur en 45 minuten. Klimmer Derek Hersey stierf tijdens een poging om solo Sentinel Rock te beklimmen in 1993.

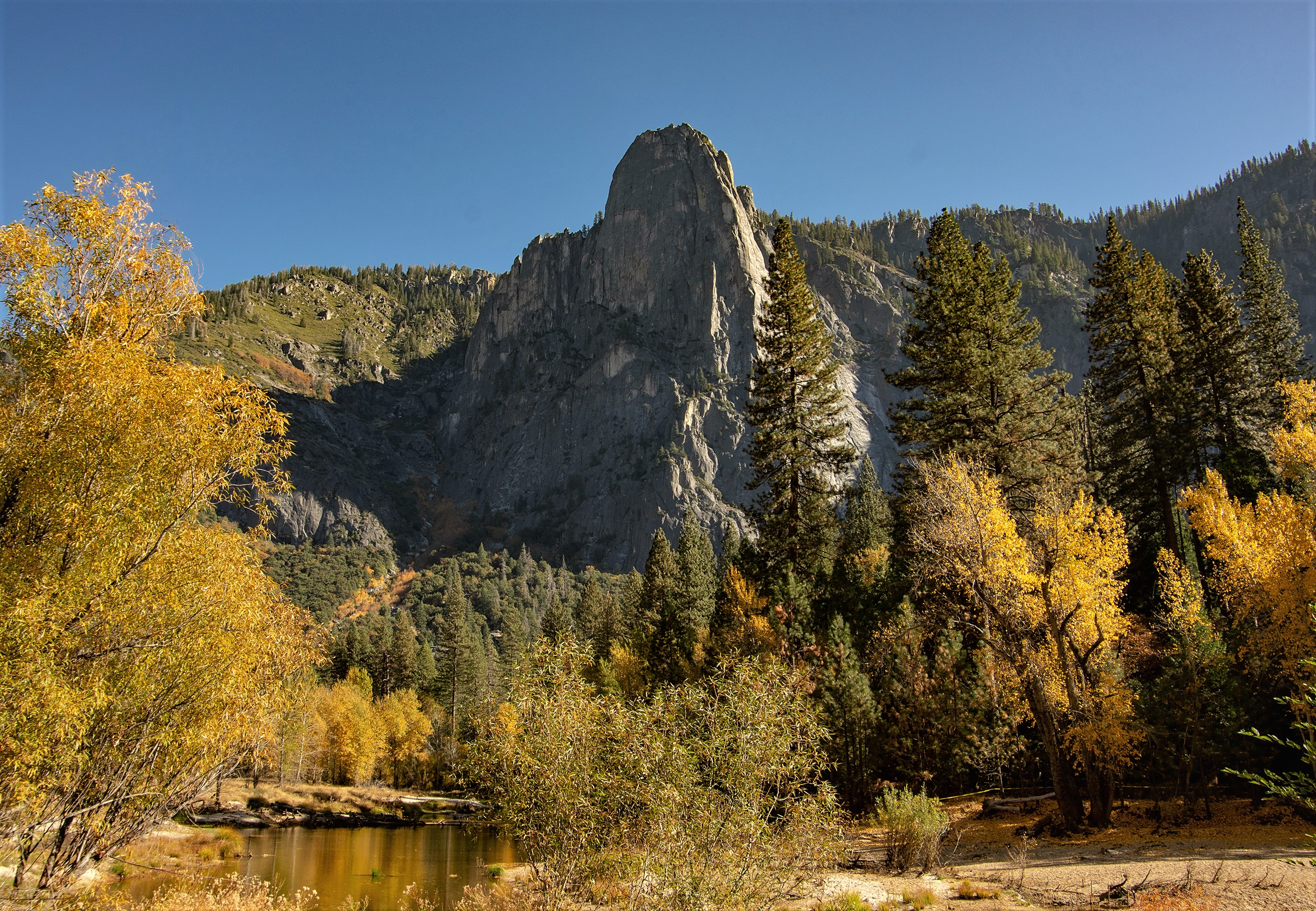
Zicht vanuit het noordwesten
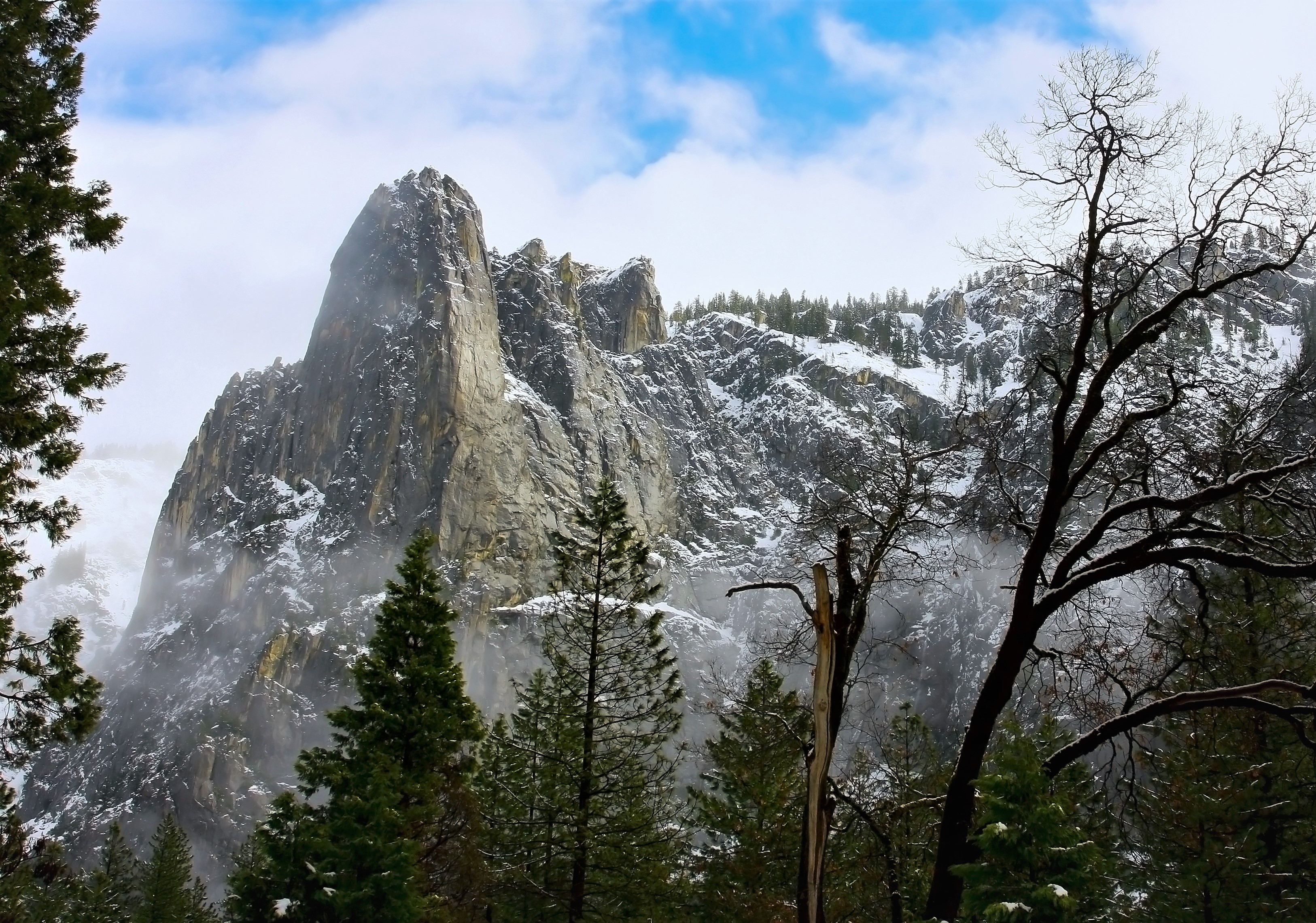
Winteraanzicht

Bezienswaardigheden: Bridalveil Fall · Cathedral Lakes · Cathedral Peak · Chilnualna Falls · Clouds Rest · El Capitan · Emerald Pool · Glacier Point · Grand Canyon of the Tuolumne · Grizzly Giant · Half Dome · Hetch Hetchy · Horsetail Fall · John Muir Trail · Mariposa Grove · Merced Grove · Merced River · Mount Conness · Mount Dana · Mount Lyell · Mount Starr King · Nevadawaterval · Ostrander Lake · Pacific Crest Trail · Sentinel Dome · Sentinel Rock · Tenaya Canyon · Tenaya Lake · Tunnel View · Tuolumne Grove · Tuolumne Meadows · Tuolumne River · Vernalwaterval · Wawona Tunnel Tree · Yosemite Valley · Yosemitewaterval

Bebouwing: Ahwahnee Hotel · Badger Pass Ski Area · Camp 4 · Curry Village · Glacier Point Hotel · Housekeeping Camp · LeConte Memorial Lodge · Pioneer Yosemite History Center · Rangers' Club · Parsons Memorial Lodge · Wawona · Wawona Hotel · Yosemite Valley Chapel · Yosemite Valley Lodge · Yosemite Village

Vervoer: SR 41 · SR 120 · SR 140 · Wawona Tunnel · Yosemite Area Regional Transportation System

Personen: Ahwahnechee · Chief Tenaya · Frederick Law Olmsted · Galen Clark · John Conness · John Muir · Sierra Miwok · Stephen Mather · Robert Underwood Johnson